# Apoica pallida
Apoica pallida är en getingart som först beskrevs av Olivier 1791.  Apoica pallida ingår i släktet Apoica och familjen getingar. Inga underarter finns listade i Catalogue of Life.